# Americabaetis longetron
Americabaetis longetron – gatunek jętki z podrzędu Pisciforma i rodziny murzyłkowatych.

## Taksonomia
Gatunek opisany został w 1996 roku przez C. R. Lugo-Ortiza i W. P. McCafferty’ego na podstawie nimfy.

## Opis

### Owad dorosły
Znane tylko imago samca. Ciało stosunkowo długie; 6,3 mm. Małżowinokształtne oczy jednolicie odseparowane od siebie, a ich górna powierzchnia elipsoidalna. Terga z jasnożółtawobrązowymi przepaskami wzdłuż linii środkowej. Pierwszy segment genitaliów wyraźnie zwężony środkowo-wierzchołkowo.

### Larwa
Ciało długości od 5,5 do 6,5 mm. Nić końcowa długości od 3,6 do 4,1 mm. Głowa żółtawa, opatrzona kilem czołowym. Tułów i odwłok głównie jasnożółtobrązowe. Na każdym paraprokcie 11 do 13 smukłych kolców, który rozmiar zmniejsza się w kierunku dystalnym. Każde udo opatrzone 22 do 25 ostrymi szczecinkami. Samce z wyraźnymi białymi polami na pierwszym, czwartym i siódmym tergicie. Samice z bocznymi, białymi znakami na tergitach od drugiego do ósmego.

## Rozprzestrzenienie
Gatunek neotropikalny, wykazany z Paragwaju, Urugwaju oraz brazylijskich stanów Minas Gerais, Paraná, Santa Catarina i Espírito Santo.